# آرتسرون آبراهامیان
آرتسرون آبراهامی آبراهامیان (ارمنی: Արծրուն Աբրահամի Աբրահամյան؛ انگلیسی: Artsrun Abrahami Abrahamian؛ زادهٔ ۲۵ اکتبر ۱۹۰۹ - درگذشته ۱۷ سپتامبر ۱۹۷۸) یک شیمی‌دان و استاد اهل ارمنستان بود.

## زندگی‌نامه
در ۷ نوامبر [سبک قدیمی: ۲۵ اکتبر] ۱۹۰۹ در ارمنستان غربی به دنیا آمد و از دانشگاه دولتی علوم پرورشی خاچاطور آبوویان ارمنستان (۱۹۳۱) و دانشگاه پلی‌تکنیک ارمنستان (۱۹۳۶) فارغ‌التحصیل شد.  وی در ۱۷ سپتامبر ۱۹۷۸ در سن ۶۸ سالگی در ایروان درگذشت و در آرامستان مرکزی ایروان (توخماخ) به خاک سپرده شد.

## یادداشت
1. ↑  Արճեշ
2. ↑  քիմիական գիտությունների դոկտոր